# 天草市立鬼池小学校
天草市立鬼池小学校（あまくさしりつ おにいけしょうがっこう）は、かつて熊本県天草市五和町鬼池にあった小学校。

## 沿革
- 1875年（明治8年）6月 - 鬼池尋常小学校創立
- 1904年（明治37年）4月1日 - 鬼池尋常高等小学校と改称
- 1941年（昭和16年）4月1日 - 鬼池国民学校と改称
- 1944年（昭和19年）4月1日 - 引地分教場廃止
- 1946年（昭和21年） - 引地分教場再開
- 1947年（昭和22年）4月1日 - 鬼池村立鬼池小学校と改称。引地分教場を引地分校と改称
- 1955年（昭和30年） - 五和町立鬼池小学校と改称
- 1969年（昭和44年） - 引地分校廃止
- 2006年（平成18年） - 天草市立鬼池小学校と改称
- 2012年（平成24年） - 隣接する天草市立御領小学校と統合し天草市立御領鬼池小学校が開校したのに伴い閉校

## 学校周辺
- 島原湾